# 鳊鱼洲长江铁路大桥
鳊鱼洲长江铁路大桥位于九江水道上段的鳊鱼洲中下部，距下游的九江长江公路大桥约5.3公里，大桥北岸为湖北省黄梅县新开镇，南岸为江西省九江市柴桑区。作为一座铁路斜拉桥，本桥是合安九客运专线跨越长江的控制性工程，总投资29.25亿元人民币。大桥设计全长3.5373千米，分为正桥及南引桥，包括：跨黄广大堤（65.54+100+60）米三孔连续梁桥、2孔49.2米简支梁桥、北汊通航孔（49+2×140+49）米独塔四跨斜拉桥、鳊鱼洲段15孔49.2米简支梁桥、通航孔主桥、跨春江路（37+70+41）米连续梁桥、跨裕港路（32.98+56+32.98）米连续梁桥，以及客专南引桥16孔预制梁桥（不含梁）、预留货线南引桥现浇16孔梁桥。其中通航孔主桥采用主跨672米双塔双索面钢箱混合梁斜拉桥设计，主塔采用“H”形混凝土结构，桥长1,320米，其中钢箱梁长1,060米，混凝土箱梁长262米。

## 设计
大桥由中铁大桥勘测设计院集团负责勘测和设计，按四线铁路布置（两线为客运专线，设计行车速度为350千米/小时；两线为预留货运外绕线，行车速度为200千米/小时），主桥跨径布置为：50+50+224+672+174+50+50+50米。大桥设计防洪频率为1/100，通航净高24（79英尺）。全桥共有81座承台，其中整体式承台29座，分离式承台52座，均采用矩形钢筋混凝土结构。
为了提高大桥刚度，弥补大跨度钢箱梁刚度不足的弱点，同时兼顾经济性与实用性，鳊鱼洲长江铁路大桥采用了交叉斜拉索的设计，为中国第一座交叉索斜拉桥。

## 建设历程
2018年4月10日，大桥4号主塔墩正式开钻，标志着大桥建设全面进入桩基施工阶段。4号主塔墩位于鳊鱼洲南侧水中，采用群桩、整体式承台基础形式，群桩基础为45根直径3.0米柱桩，呈行列式布置，纵向5排、横向9排，桩长为49.5～67米。
2020年12月30日，大桥5号墩主塔成功封顶。该主塔位于九江侧永安堤防护堤边坡上，高242米，采用液压爬模分段施工，塔柱共41个节段，混凝土浇筑总方量为3.17万立方米。桩基钻孔深度达到110米，为中国高铁建设中桩基施工深度之最。
2021年6月3日，大桥成功完成合龙。11月30日大桥完成调试进入试运行阶段，12月30日随着安九高铁的正式通车投入使用。